# Wasyl Kyryczenko
Wasyl Mykołajowycz Kyryczenko (ukr. Василь Миколайович Кириченко, ros. Василий Николаевич Кириченко, Wasilij Nikołajewicz Kiriczienko; ur. 20 marca 1948) – ukraiński piłkarz, grający na pozycji bramkarza.

## Kariera piłkarska

### Kariera klubowa
W 1967 debiutował w podstawowym składzie Dynama Kijów, gdzie przez kilka sezonów był zmiennikiem Jewhena Rudakowa. W 1971 przeszedł do Metałurha Zaporoże, skąd w następnym sezonie trafił do Dynamy Mińsk. W sezonie 1973 występował we Frunzencu Sumy. Karierę piłkarską kończył jako piłkarz Spartaka Iwano-Frankowsk.

## Sukcesy i odznaczenia

### Sukcesy klubowe
- mistrz ZSRR: 1967

### Odznaczenia
- nagrodzony tytułem Mistrza Sportu ZSRR: 1970